# Konstantyn Fernández Álvarez
Constantino Fernández Alvarez (ur. 7 lutego 1907 w La Vecilla, zm. 29 sierpnia 1936) – hiszpański dominikanin, męczennik i błogosławiony Kościoła katolickiego.

## Życiorys
Constantino Fernández Alvarez urodził się 7 lutego 1907 roku. W 1917 rozpoczął naukę w szkole apostolskiej w Lleidzie, a w 1924 został przeniesiony do klasztoru w Walencji. 10 września 1929 roku otrzymał święcenia kapłańskie i uzyskał doktorat z teologii na Papieskim Uniwersytecie Angelicum w Rzymie. Zginął w czasie wojny domowej w Hiszpanii.
Beatyfikowany przez papieża Jana Pawła II 11 marca 2001 roku w grupie Józef Aparicio Sanz i 232 towarzyszy.